# Улица Ленина (Гродно)
Улица Ленина — одна из центральных улиц города Гродно, Белоруссия. Протяженность улицы составляет около 1,5 км. Она проходит через исторический центр города, соединяя важнейшие районы и объекты города, включая площадь Советскую и центральные транспортные узлы.

## История
Улица возникла в XIX веке, и на протяжении своего существования она меняла свои названия в зависимости от исторической ситуации. Изначально она называлась Софийская улица в честь Софийского собора, расположенного вблизи. В годы Первой мировой войны, в период немецкой оккупации, её переименовали в Sophienstrasse. После возвращения Гродно под польскую юрисдикцию в 1920 году улица получила название Юзефа Пилсудского. С установлением советской власти в 1939 году улица была переименована сначала в Коммунистическую, а затем обрела современное название.

## Архитектура
Улица известна своей исторической застройкой, большая часть которой сохранилась с конца XIX века. Среди наиболее заметных зданий:
- Дом № 4 — построен в конце XIX века, ранее использовался как учебное заведение. Сейчас здесь находится Гуманитарный колледж Гродненского государственного университета.
- Дом № 9 — яркий пример архитектуры модерна, построен в 1913 году. В нём размещались различные учреждения, включая культурные центры.

## Современное состояние
Улица Ленина — одна из самых оживлённых улиц города, являющаяся важной торговой и культурной артерией. На улице расположены магазины, кафе, рестораны, а также несколько административных зданий. Улица является пешеходной, что делает её удобной для прогулок и привлекает множество туристов. Здесь также часто проходят культурные и общественные мероприятия.

## Транспорт
Улица Ленина хорошо обеспечена общественным транспортом. Через неё проходят несколько троллейбусных и автобусных маршрутов. Близость к центральным транспортным узлам, таким как площадь Советская и железнодорожный вокзал, делает улицу удобной для жителей и гостей города.